# Luisa (film)
Luisa (Louise) è un film del 1939 diretto da Abel Gance.
Pellicola musicale interpretata dal soprano Grace Moore, tratta dall'opera lirica Louise di Gustave Charpentier.

## Trama
Ambientata nella Parigi della classe operaia, la storia d'amore di Luisa e Julien, un giovane artista.